# 瓦尔克号驱逐舰 (DD-416)
瓦尔克号驱逐舰（英語：USS Walke，舷号：DD-416），是美国海军于第二次世界大战前建造的一艘辛姆斯级驱逐舰，舰名取自美墨战争与美国独立战争时期的亨利·A·瓦尔克海军少将。美国正式参加二战前，瓦尔克号在加勒比海执行中立巡航任务，日军空袭珍珠港后，她前往太平洋参与对日作战，最终于瓜達爾卡納爾海戰中沉没。
瓦尔克号于1938年5月31日由位于马萨诸塞州的波士顿海军造船厂铺设龙骨。1939年10月20日，在少将的侄孙女克拉伦斯·狄龙（Clarence Dillon）夫人的见证下，其顺利下水。1940年4月27日，在结束试航与装备调试后，瓦尔克号正式服役。

## 设计与装备
西姆斯级驱逐舰的主体构造与班汉级驱逐舰类似，但在其基础上改进了舰体流线结构和武器布局，使其在2具西屋电气蒸汽涡轮机的推进下最高能够达到37节航速。该级驱逐舰早期搭载有5座单装5英寸38倍径主炮、2座四联装21英寸鱼雷发射管和4座.50机枪，但其中一座主炮随后因稳心过高问题而被拆除，随着战事进展，西姆斯级的防空火力和反潜装备也得到过加强。此外，该级驱逐舰还搭载有多种当时较为先进的技术，使其在续航、火炮准度等方面相较于过往船型有了一定程度的提高。

## 服役历史

### 美国参战前
1940年6月25日，在完成初期准备与检查工作后，瓦尔克号前往羅德島州纽波特的海军补给站装载鱼雷、主炮弹药以及演习用炮弹，并于次日启程前往诺福克。一天后，她抵达目的地，并在那里搭载由唐纳德·B·库里少尉率领，即将前往威奇塔号巡洋舰服役的47名美国海军陆战队新兵。当天晚些时候，瓦尔克号与温莱特号驱逐舰一起启程前往古巴。7月4日，瓦尔克号与温莱特号到达關塔那摩灣海軍基地进行加油作业，6日清晨七时许，两艘驱逐舰驶离海军基地，继续前往巴西约热内卢的航程。途中，温莱特号舰上海军陆战队列兵劳伦斯·P·科格兰突发阑尾炎，两舰调整航向前往苏里南河口。将患病士兵转移至帕拉马里博的医院后，瓦尔克号继续驶往里约热内卢，途中并在帕拉加油。19日，两舰抵达里约热内卢，随后，瓦尔克号与温莱特号上的海军陆战队员分别前往威奇塔号与昆西号巡洋舰，加强美国在该地区的军事存在。
此后，两舰继续其在南美洲的外交使命，先后造访了巴西的南里奥格兰德州、桑托斯和萨尔瓦多以及阿根廷的布宜諾斯艾利斯等地，最终于8月15日与昆西号和威奇塔号会合。在接收两艘巡洋舰的邮件、包裹和归国人员后，瓦尔克号与温莱特号踏上归途，并最终于9月4日上午抵达波士顿海军造船厂。此后的两个月内，瓦尔克号在波士顿接受检修与改造，直到11月加入第4驱逐舰分队第2中队才再次开始执行任务。11月中旬，她接受委派，为马里兰州所罗门岛的海军军械实验室提供消磁测试的实验平台。测试结束后，她返回诺福克，并于12月2日再次启航，前往关塔那摩湾。
1940年春，随着欧洲战事的逐渐升级以及纳粹德国对周边国家军事行动的成功，法国的资源与原有战斗力量，特别是海军舰队正成为盟军所要面对的一大威胁，在这样的背景下，包括瓦尔克号在内的部分美军战舰随即参与到一系列相关行动之中。12月6日在圣胡安加油后，瓦尔克号于次日下午随奥拜恩号驱逐舰出海，进行“加勒比巡航”。两舰在馬提尼克的法兰西堡与莫菲特号和辛姆斯号两艘驱逐舰会合，随后它们在附近海域巡航，严密监视港口的出海航道，并密切关注维希法国军舰巴夫勒尔号（Barfleur）、凯尔希号（Quercy）和贝亚恩号的动向。
12月15日，瓦尔克号离开任务海域，前往英屬西印度群島的卡斯特里，并在那里成为第17驱逐舰分队指挥官莱曼·K·斯文森的旗舰。19日，瓦尔克号回到关塔那摩湾，并在那里迎来了新年，期间，她与大草原号驱逐母舰对接，并获得了适当的保养。在接下来的几周里，瓦尔克号在海地的关塔那摩湾-戈纳伊夫海域开展实战演练和鱼雷演习，并参加了这段时期该地区的所有美军训练。随后，她前往法哈多，并在那里执行任务直至3月中旬。
瓦尔克号于1941年3月20日返回南卡罗来纳州的查尔斯顿，并在那里进行了为期一个多月的维修和改造。随后，她启程前往诺福克，并于5月10日至13日期间短暂停留。14日，她抵达纽波特，并将其作为自己的长期行动基地。此后直到1941年6月，瓦尔克号一直在诺福克和纽波特之间的大西洋海岸线附近巡逻。随着大西洋舰队中立巡逻范围的扩大，前往欧洲战区的驱逐舰数量也逐渐增加。7月27日，瓦尔克号离开纽波特并护送船队前往冰岛。8月6日，船队抵达雷克雅維克并在完成货物交接后当天返航，她继续承担安全保障任务。船队安全返回后，瓦尔克号继续在纽波特和波士顿地区执行区域任务，直到9月中旬再次跟随船队前往冰岛，并于9月14日抵达华尔峡湾。她在冰岛海域的工作持续到9月底，10月11日，她前往纽芬兰的阿真舍海军基地休整，随后返回缅因州卡斯科湾。

### 第二次世界大战
1941年11月25日，波士顿海军造船厂开始对瓦尔克号进行彻底检修，相关工作于12月7日结束。完工当天，日本偷袭珍珠港，将美国推入太平洋战争，包括瓦尔克号在内的大量海军舰艇被调往太平洋参与对日作战。瓦尔克号当天即离开船坞，并于12月12日途经卡斯科湾到达诺福克，短暂休整后，12月16日，她再次启航，驶往巴拿马运河。瓦尔克号于30日抵达加利福尼亚州的圣地亚哥，并随即加入新成立的第十七特遣舰队。1942年1月6日，舰队开赴南太平洋，瓦尔克号负责掩护约克城号航空母舰，并参与支援美国海军陆战队萨摩亚驻军的行动。舰队于1月24日抵达图图伊拉进行短暂休整，随后即向北驶往馬紹爾群島-吉尔伯特群岛海域，展开珍珠港事件后美军的第一次反攻。
瓦尔克号在约克城号对賈盧伊特環礁、馬金群島、米利環礁等地的疑似日军军事设施展开空袭期间，负责提供反潜保护与飞机指引。尽管时任太平洋舰队司令切斯特·威廉·尼米兹对这次行动高度赞扬，称其“构思缜密、计划周全、行动出色”，其实际作战效果并不理想。2月7日，瓦尔克号回到夏威夷海域，进行为期20天的训练，此后，她再次启航前往圖瓦盧。在与第十七特遣舰队会合后，瓦尔克号继续保护约克城号，并随她一起参加了3月初在新喀里多尼亞附近举行的演习。此后，舰队开赴新几内亚，作为盟军的一部阻击日军在该地区的进攻。此时，日军转战新几内亚-新不列顛南部战线，进攻势头强劲，已先后攻占拉包爾、加斯马塔、卡維恩等地，并在所罗门群岛和路易西亞德群島建立前哨基地。2月结束时，日军已开始准备新的战役。为处置这一情况，美军派遣威尔逊·布朗中将率领第十一与第十七特遣舰队紧急开赴该区域，并将上述地区作为行动的目标。
3月4日，约克城号对所罗门群岛的图拉吉岛展开空袭，瓦尔克号继续为她提供掩护。为保护乔马德海道南口，瓦尔克号后跟随澳洲皇家海軍澳大利亚号重巡洋舰、霍巴特号轻巡洋舰以及美军法拉格特号和珀金斯号驱逐舰脱离舰队。3月7日下午，一队日军九九式艦上轟炸機对这五艘战舰发起轰炸，但被猛烈的防空炮火逼退，未取得任何战果。遭遇初次空袭后约一个小时，日军双发重型轰炸机群对这只舰队展开了第二波袭击。它们在舰队正前方投下鱼雷，但并没有命中。在随后脱离战场的过程中，盟军高射火力击落了它们中的五架。稍后，十九架高空轰炸机抵达，它们完成了投弹，但没有取得战果。盟军官兵试图对它们发起反击，但因射程不足而最终放弃。很快，又有一支飞机编队出现在舰队上空，但经过识别，最终确认为美军轰炸机群。
3月7日，盟军情报部门获悉，一支包括运输船在内的日本水面舰队，将在巴布亚新几内亚的布纳停留。第二天，日本军队在莱城和薩拉毛亞登陆，并在中午前占领了这些地区。三天后，约克城号和列克星敦号的舰载机队飞越歐文斯坦利山脈，对日军新建立的滩头阵地发动空袭。4月，瓦尔克号一直跟随约克城号作战集群行动，直到她于19日被派遣护送拉姆齐号与萨姆纳号布雷舰前往斐濟蘇瓦，并随后转战汤加。22日，瓦尔克号抵达汤加塔布岛，在接受卡斯卡斯基亚号加油，并装载深水炸弹与锅炉组件后，启程返回第十七特遣舰队。由于右舷减速器受损，瓦尔克号很快又离开舰队前往澳大利亚维修，并于5月12日顺利抵达布里斯班。29日，维修基本结束，在布里斯班河完成测试调整后，6月9日，瓦尔克号启程返回新喀里多尼亚。
6月13日，瓦尔克号抵达努美阿加油，随后途经汤加塔布前往美屬薩摩亞的帕果帕果，并在那里加入第12.1特混舰队。26日，舰队启程前往社會群島的波拉波拉島，并在当地展开工作。第12.1特混舰队于7月11日解散，瓦尔克号被重新分配至第6.7特混舰队，并很快接到护送蓖麻号仓储物资补给船回国的任务。两舰最终于8月2日抵达加利福尼亚州的旧金山。
8月7日，正当瓦尔克号在马雷岛海军造船厂进行维修与改造时，美军成功通过在所罗门群岛的瓜达卡纳尔岛登陆，取得了局部战场的优势。此后数月，美日双方为获得该群岛的实际控制权展开了激烈的战斗。这场战役很快演变为一场后勤竞赛，双方都尽其所能摧毁对方的补给与增援，并投入更多的兵力与装备。美国海军与空军计划在所罗门岛礁与瓜达卡纳尔岛之间的战略要地新喬治亞海峽击溃日军，而瓦尔克号之后的很多行动都建立在这一基础之上。25日，瓦尔克号完成整修，前往舊金山灣试航。同日，她接到命令赶赴加利福尼亚州圣佩德罗与即将启航的坎卡基号油料补给舰会合，护送其途经努美阿、新喀里多尼亚等地，最终于9月9日抵达汤加塔布。随后，她又护送包括坎卡基号在内的数艘补给船返回努美阿，为即将在所罗门展开的军事行动做准备。

#### 瓜达尔卡纳尔海战
11月13日日落时分，在瓦尔克号及葛文号、班汉号、普雷斯顿号四艘驱逐舰的护卫下，华盛顿号和南达科他号战列舰启程开赴战场搜寻日军。六艘战舰共同组成第六十四特遣舰队，由威利斯·李中将统一指挥。午夜时分，舰队抵达瓜达尔卡纳尔岛西南约50海里（93）处。此时，日军已经发现美国舰队，但将其中的一艘战列舰误判为巡洋舰。与此同时，根据各方情报，李中将已经获知日军在该海域存在三支舰队，其中一支至少包含两艘战列舰，美军开始机动前进，以规避可能的空中侦查。随后，美军舰队以四艘驱逐舰为先驱，在瓦尔克号的引导下排成纵队穿过平静的海面，以偏北的航向逐渐接近瓜达尔卡纳尔岛西侧海域，此时距岛屿约9英里（14）。
美军舰队前进的同时，监听到日军的无线电通讯，于是各舰打开对海搜索雷达以寻找日军舰艇。14日23时17分，李中将解除开火限制，并在随后使用雷达捕捉到由川內號輕巡洋艦和几艘驱逐舰组成的日军前哨突击舰群近藤编队。次日0时16分，华盛顿号发现三艘日军舰艇绕过薩沃島向西驶去，与此同时，南达科他号也在相同位置捕获到两个目标。10分钟后，华盛顿号使用16英寸（410）主炮向近藤队开火，紧接着，南达科他号也跟随齐射。此时，从萨沃岛方向迂回的日军舰队也迅速向美军先导靠近。与此同时，瓦尔克号接敌并向日军开火，其最初目标可能为长良号轻巡洋舰。在连续射击数分钟后，瓦尔克号改变目标，向其右舷约7,500码（6,900米）处的驱逐舰（可能是绫波号或浦波号）开火，随后不久，左舷方向突然出现日军炮火。

#### 沉没
开战不久，日军炮弹即两次近距离飞越瓦尔克号，随后，一枚九三式鱼雷命中右舷第52装甲区附近，造成船身严重损伤。很快，长良号、绫波号以及其他日军战舰的炮弹又相继命中瓦尔克号无线电室、前桅、吊艇架、第53装甲区等部位。此时，鱼雷造成的损伤已经使得船艏几近脱离，而其附近的20毫米高射机枪弹夹又突然起火，整体情况危急。瓦尔克号此时已经无力脱离战场或影响战局，舰长托马斯·E·弗雷泽中校下令弃船。船艏的严重损伤导致瓦尔克号迅速下沉，直至完全沉没时，船员仅仅有时间放下两条救生艇。在此期间，位于船艉的船员检查了深水炸弹安全阀，并确保其正常工作，不会引爆。正当华盛顿号与霧島號戰艦及其他小型战舰缠斗时，普雷斯顿号也在弹雨中沉没，华盛顿号在经过两舰时投下救生筏，帮助幸存者救援伤势严重的同袍。虽然船员们在逃生之前一再确认过深水炸弹已经处置妥当，很快战舰残骸即发生爆炸，导致众多伤亡。随着战斗继续进行，伤者逐渐被转移至救生筏上。
瓦尔克号的幸存者主要分为两部分，一部分攀附于仍然漂浮的船艏，而另一部分则集中于两条救生筏附近。天明之前，他们曾两次被日军舰艇发现，但这些船只均关闭探照灯后离去，没有前来骚扰。黎明时分，两艘驱逐舰的幸存者被前来空袭日军运输舰的美军战机发现。很快，米德号驱逐舰前来营救。后统计，共有151名船员获救，其中的6人在返回图拉吉途中死去。而包括弗雷泽舰长在内的6名军官和76名士兵则在战斗中牺牲。
1943年1月13日，瓦尔克号从美国海军除籍。

## 荣誉
瓦尔克号驱逐舰在第二次世界大战期间共获得3枚战斗之星：
| 战役或行动               | 日期（包含各任务段）  |
| ------------------------ | --------------------- |
| 太平洋突袭               | 1942年2月1日至3月10日 |
| 珊瑚海海战               | 1942年5月2日至8日     |
| 第三次瓜达尔卡纳尔岛突袭 | 1942年11月12日至15日  |

## 历任舰长
| 姓名       | 译名                 | 军衔 | 任职时间                            |
| ---------- | -------------------- | ---- | ----------------------------------- |
|            | 小卡尔·赫尔曼·桑德斯 | 少校 | 1940年4月27日                       |
|            | 托马斯·爱德华·弗雷泽 | 少校 | 1941年11月10日-1942年11月15日（ †） |
| 参考文献： |                      |      |                                     |